# Psalistops crassimanus
Psalistops crassimanus là một loài nhện trong họ Barychelidae. Loài này phân bố ờ Brasil.